# Jezierzany (województwo dolnośląskie)
Jezierzany (niem. Seedorf) – wieś w Polsce położona w województwie dolnośląskim, w powiecie legnickim, w gminie Miłkowice.
W latach 1975–1998 miejscowość administracyjnie należała do województwa legnickiego.

## Geografia
Wieś położona jest w odległości 4,7 km na północny zachód od centrum Legnicy, 3 km na południowy wschód od Miłkowic, pomiędzy dwoma zbiornikami wodnymi: sztucznym, oraz naturalnym - polodowcowym Jeziorem Tatarak.

## Komunikacja
Obok wsi przebiega szlak kolejowy E-30 z czynnym przystankiem osobowym Jezierzany, gdzie zatrzymują się pociągi osobowe w kierunku Legnicy i Miłkowic.
Ponadto, przez Jezierzany kursują prywatne mikrobusy z Legnicy. Przystanek znajduje się niedaleko stacji - około 500 m, na drodze gminnej Miłkowice - Legnica.

## Zabytki
- folwark nie jest zachowany w całości; budynek inwentarski położony na północ od dworu zamieniono na mieszkalny, wielorodzinny[4]

## Miejsca godne uwagi
- Ośrodek wypoczynku świątecznego o pow. 11 ha nad sztucznym zbiornikiem wodnym (powierzchnia zbiornika 8 ha) - popularne miejsce wypoczynku świątecznego mieszkańców Legnicy. Na terenie ośrodka znajdują się: strzeżone kąpielisko z piaszczystą plażą, pomosty spacerowe, wypożyczalnia sprzętu pływającego, domki kempingowe, pole namiotowe, kawiarnia, tereny zielone, urządzenia zabawowe, boisko do siatkówki. Ośrodek czynny jest od maja do września.

## Szlaki turystycznePTTK
- Szlak Dookoła Legnicy - odcinek II Raszówka – Kochlice – Głuchowice – Grzymalin – Jakuszów – Jezierzany (12 km);
- Szlak Dookoła Legnicy - odcinek III Jezierzany - Ulesie - Lipce - Czerwony Kościół - Pawłowice Małe (9 km);